# Anton Delius
Anton Daniel Delius (* 1. Mai 1850 in Versmold; † 26. Dezember 1936 in Bad Oeynhausen) war ein Bürgermeister und Oberbürgermeister der Stadt Siegen.

## Leben
Anton Delius, Sohn des Gutsbesitzers Heinrich Anton Delius in Versmold, studierte nach seinem Abitur in Bielefeld Rechts- und Kameralwissenschaften an den Universitäten Heidelberg, Leipzig und Berlin. 1870 wurde er Mitglied der Burschenschaft Normannia Leipzig. Nach dem Referendar-Examen im Juli 1872 am Kammergericht Berlin und dem Assessor-Examen im Februar 1877 wurde er ab März 1877 als Gerichtsassessor mit der Vertretung einer Richterstelle in Witten eingesetzt. Im August 1877 wurde Delius zur Staatsanwaltschaft nach Hagen versetzt und von dort im März 1878 zum Kreisrichter in Altenkirchen ernannt.
Nach dem Tod des Siegener Bürgermeisters Lamprecht wurde Delius am 9. Dezember 1881 von der Stadtverordnetenversammlung in Siegen zum Bürgermeister gewählt. Nach Bestätigung der Wahl am 23. März 1882 und seiner Einführung als Bürgermeister am 5. April 1882 wurde Delius am 18. Dezember 1893 und am 6. November 1905 jeweils nach Ablauf seiner Amtsperioden durch die Stadtverordnetenversammlung als Bürgermeister wiedergewählt. Delius, dem 1917 der Ehrentitel Oberbürgermeister verliehen wurde, ging am 1. November 1919 in den Ruhestand. 1890 bis 1919 war er Abgeordneter im Provinziallandtag der Provinz Westfalen für den Wahlkreis Siegen und die NLP.

## Ehrung
Anlässlich des Besuchs des preußischen Königs und deutschen Kaisers Wilhelm II. in Westfalen verlieh dieser dem Siegener Bürgermeister Anton Delius das persönliche Recht, eine goldene Amtskette zu tragen. Diese Amtskette trug Bürgermeister Delius dann am 27. Januar 1908 erstmals in der Öffentlichkeit während eines Festdiners in den Räumlichkeiten der Gesellschaft Erholung aus Anlass des 49. Geburtstags Wilhelms II.
In Siegen wurde eine Straße nach Anton Delius benannt. ▼